# 加藤直也 (タレント)
加藤 直也（かとう なおや、1981年9月29日 - ）は、福井県を拠点に活動する日本のタレント、俳優。福井県越前市出身。所属事務所はM&Mエージェンシー、所属劇団は劇団福井青年劇場。
主に福井放送 (FBC) のラジオ番組でリポーターやラジオパーソナリティとして活動。福井を本拠とするサッカークラブやフットサルクラブのスタジアムDJも務め、さらにはサウンドクリエイターやサウンドエンジニアとしての顔も持つなど、活動内容は多岐にわたる。他にNAOYA名義でバンド活動もしている。
俳優としての活動は、舞台、ラジオドラマ、CMへの出演が主となっている。ナレーションも数多く手がける。2009年には、所属劇団の公演『恋愛喜劇 青猫物語』と福井県演劇連盟プロデュース公演『親の顔が見たい』での演技を評価され、福井県演劇連盟から個人の部で演技賞を受賞している。

## 出演

### 舞台
- 恋愛喜劇 青猫物語（ハートピア春江大ホール、2009年）[8] - 八起静夫 役
- 親の顔が見たい（福井まちなか文化施設 響のホール、2009年）[8] - 遠藤亨 役
- 僕の東京日記（ハートピア春江小ホール、2011年）[9] - 井出哲郎 役
- 朗読劇 かもめ（福井まちなか文化施設 響のホール、2016年）[10] - トリゴーリン 役

### 映画
- HESOMORI -ヘソモリ-（HESOMORI製作委員会、2011年）[11]

### テレビ番組
- けーぶるちゃんTV（福井ケーブルテレビ）[12]
- ほこ×たて（フジテレビ）
- やろっさFUKUI（福井ケーブルテレビ ふくチャンネル） - リポーター[5]
- 下町ロケット 第7話（TBS、2015年）[13] - 社員 役

### ラジオ番組
- 午後はとことんワイド（FBCラジオ、2009年 - 2010年） - 月曜「直也のやる気満タン！月曜日」パーソナリティ[14]
- FBCラジオ土曜スペシャル（FBCラジオ、2009年 - ） - 不定期パーソナリティ
- 良ーいドン!!（FBCラジオ、2010年 - ） - エコーメイトリポーター
- ちゅんちゅんサタデー（FBCラジオ、2011年 - 2016年） - パーソナリティ
- J-Hits COUNTDOWN（火曜会、2014年） - 2月マンスリーパーソナリティ[15]
- 虹いろ輪舞曲（FM福井、2015年 - ）[16] - 不定期出演
- ザ・リクエストやざ！（FBCラジオ、2016年 - ） - パーソナリティ

### CM
- JR西日本 北陸3県向けCM（2011年）[17]
- モナコボーイズ ウェブCM（2015年） - 同年末限定でテレビでも放送[18]。
- パナソニック フル暖Eolia 福井県向けCM（2018年）[1][19]

## その他の主な活動

### DJ
- スキージャム勝山 - DJ、ゲレンデナビゲーター[2]
- サウルコス福井 - DJ[20]
- 福井丸岡RUCK - DJ[5]
- 福井ユナイテッドFC - ホームゲームスタジアムDJ[5]

### バンド活動
- CARPEDIEM（本人のバンド） - 担当：ドラム、作詞、作曲[7]
- TORI-logy（アニメソング風のオリジナル曲とカバー曲の演奏を主とするバンド） - 担当：ベース、サウンドクリエイター、リーダー[21]
- 紫魂六奏（よさこいサークル千本桜の演奏隊による和楽器バンド） - 担当：ドラム、リーダー[6]